# Marchastel (Lozère)
Marchastel (okcitán nyelven Marchastèl) község Franciaország déli részén, Lozère megyében. 2011-ben 76 lakosa volt.

## Fekvése
Marchastel az Aubrac-hegységben fekszik, Nasbinalstól 6 km-re keletre, 1265
méteres (a községterület 1139-1304 méteres) tengerszint feletti magasságban. A községen áthalad a Bès-folyó, mely a község délkeleti és északnyugati határát is alkotja. A falutól keletre magasodik a Mont Redorte 1291 m magas csúcsa (kilátóhely), délre pedig a Saint-Andéol és a Born-tavak között a községterület legmagasabb pontja, a Le Peyrou  (1304 m).
Északról Malbouzon, keletről Prinsuéjols és Saint-Laurent-de-Muret, nyugatról Nasbinals, délről pedig Les Salces községekkel határos. A falun áthalad a Nasbinals-t Marvejols-lal (23 km) összekötő D900-as megyei út.
A községhez tartozik Rieutort d´Aubrac és Cap Combattut.

## Története
Az ókorban a Saint-Andéol-tó kelta vallási szertartások helyszíne volt. A falu a történelmi Gévaudan tartomány Peyre-i báróságához tartozott. Puech-Crémat-nál gall-római település nyomait tárták fel. A középkorban vára is volt, és erre vezetett a Via Podiensis zarándokút Aumont-Aubrac és Nasbinals közötti szakasza. Ekkoriban Martis Castellum néven említik. Az elvándorlás következtében lakossága az utóbbi két évszázadban kevesebb mint 1/4-ére csökkent.

### Demográfia
| Év   | Lakosság |
| ---- | -------- |
| 1793 | 370      |
| 1851 | 427      |
| 1876 | 287      |
| 1901 | 248      |
| 1936 | 177      |

| Év   | Lakosság |
| ---- | -------- |
| 1946 | 156      |
| 1954 | 133      |
| 1962 | 125      |
| 1968 | 106      |

| Év   | Lakosság |
| ---- | -------- |
| 1975 | 92       |
| 1982 | 71       |
| 1990 | 74       |
| 1999 | 73       |
| 2010 | 77       |

## Nevezetességei
- A Saint-Andéol-templom a 13. században épült román stílusban. 1901-ben átépítették, de belső tere őrzi a középkori formáját.
- A Bès patak háromívű kőhídja a 13. században épült, a római Via Agrippa vonalán.
- Pont des Nègres - régi, bazaltkövekből épült híd a Plèches-patak felett[2]
- Rieutort - a Via Podiensis zarándokút állomása, nevezetességei a régi kutak és a Bounquincan-malom, mely Buckingham angol kapitányról kapta a nevét.
- Lac de Saint-Andéol - 11 hektár területű, 1225 m magasságban fekvő, glaciális eredetű tó.
- Lac de Born - 5 hektár területű, 1260 m magasságban fekvő, glaciális eredetű tó.
- Pic de la Tour - a középkori várnak csak az alapjai és néhány falmaradványa maradt fenn.[3]

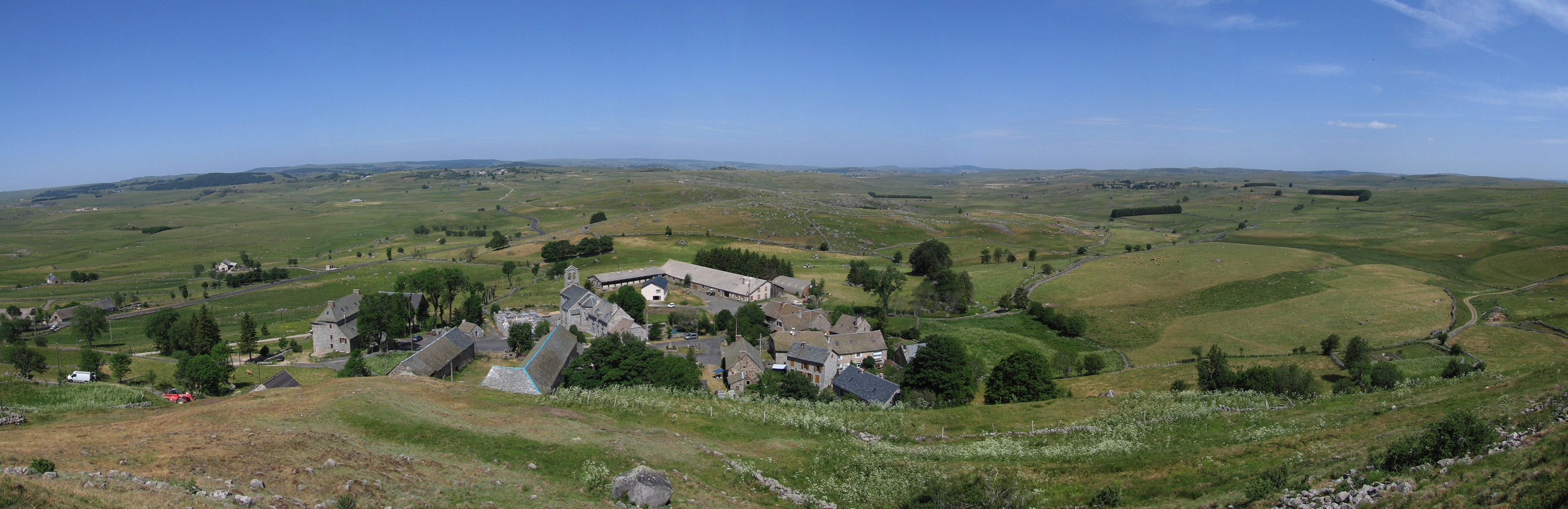
Marchastel látképe

## Képtár

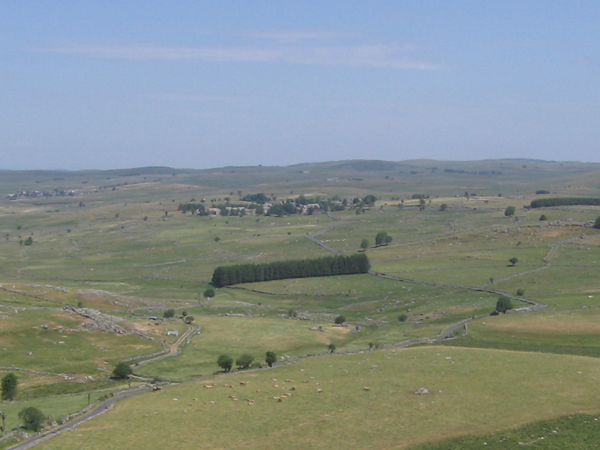
Rieutort d´Aubrac látképe
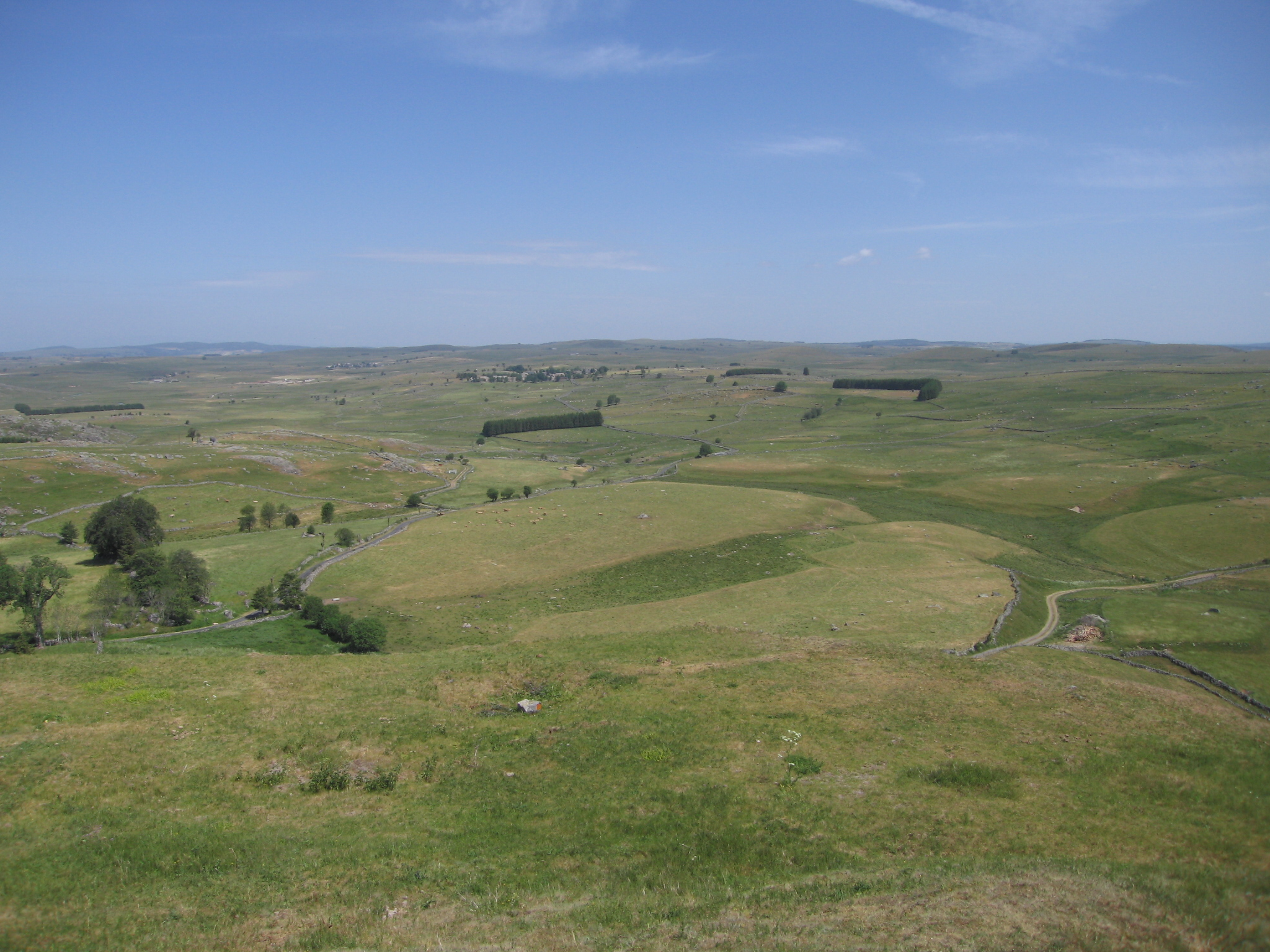
Rieutort d´Aubrac
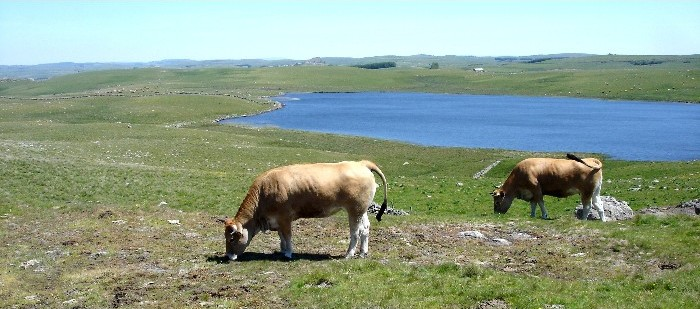
Saint-Andéol-tó
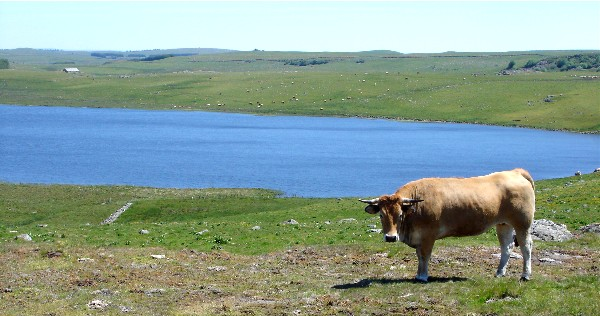
Saint-Andéol-tó
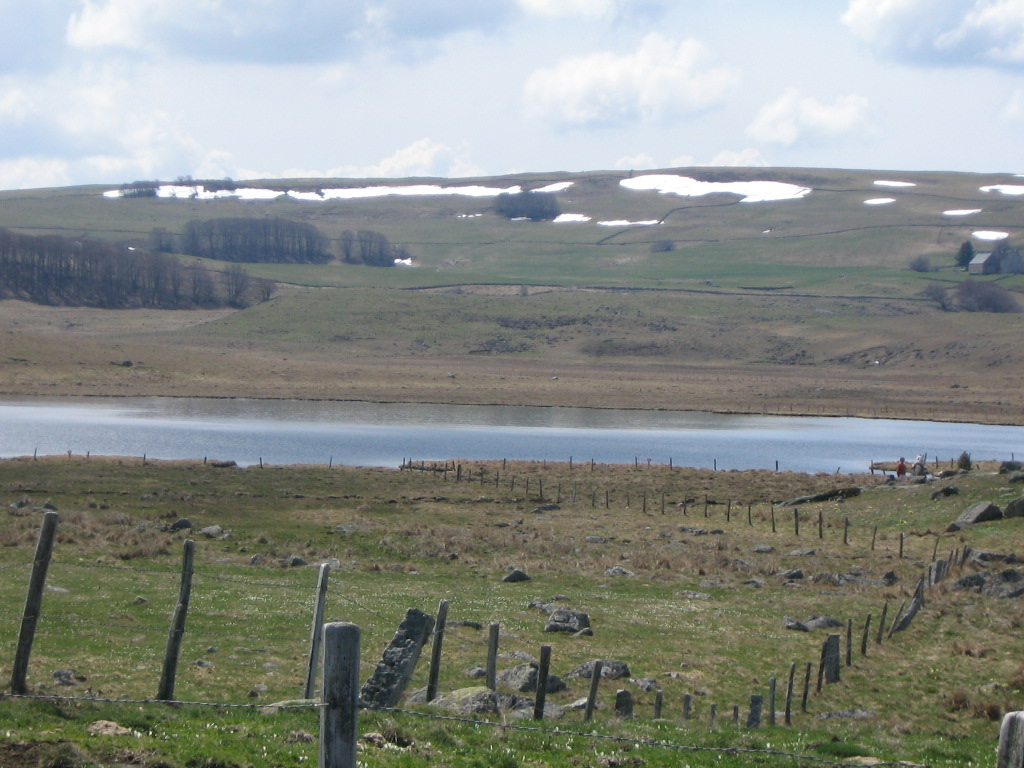
Born-tó
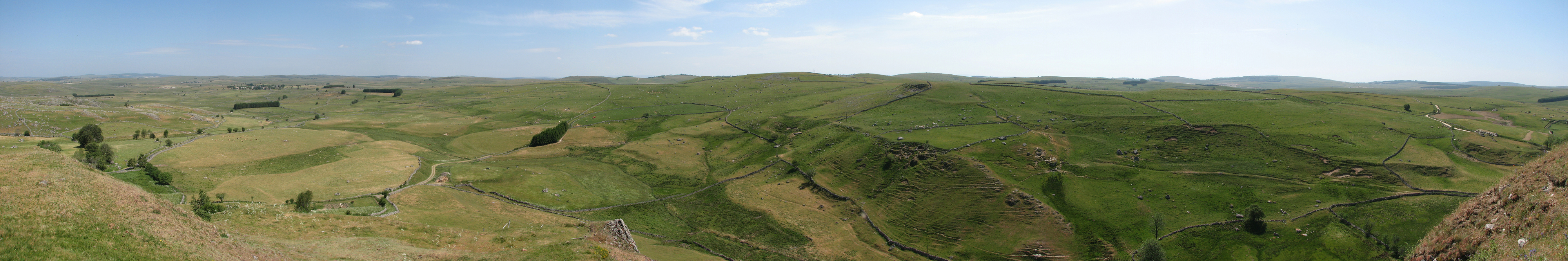
Aubraci táj

## Kapcsolódó szócikk
- Lozère megye községei